# Dentaspis chir
Dentaspis chir är en insektsart som först beskrevs av Green 1919.  Dentaspis chir ingår i släktet Dentaspis och familjen pansarsköldlöss. Inga underarter finns listade i Catalogue of Life.